# Сучки (присілок)
Сучки (рос. Сучки) — присілок в Парфінському районі Новгородської області Російської Федерації.
Населення становить 1 особу. Входить до складу муніципального утворення Федорковське сільське поселення.

## Історія
Від 2004 року входить до складу муніципального утворення Федорковське сільське поселення.

## Населення
1. Н/Д[2]